# Fumaran dimetylu
Fumaran dimetylu (łac. dimethylis fumaras) – organiczny związek chemiczny, ester metylowy kwasu fumarowego. Jest stosowany w leczeniu rzutowo-remisyjnej postaci stwardnienia rozsianego.

## Mechanizm działania
Mechanizm działania leku nie został w pełni poznany. Lek wywołuje kilka odmiennych efektów biologicznych. W badaniach in vitro fumaran dimetylu wykazuje działanie immunomodulujące. Posiada zdolność do stymulowania odpowiedzi Th2-zależnej. Fumaran dimetylu hamuje różnicowanie się komórek dendrytycznych pochodzenia mieloidalnego (DC1). Lek wpływa również na inne komórki, w tym na mikroglej, astrocyty, makrofagi i neurony.
Fumaran dimetylu aktywuje ścieżkę transkrypcyjną czynnika jądrowego Nrf2 i nasila ekspresję genów zwiększających ochronę antyoksydacyjną.

## Wskazania
Fumaran dimetylu jest wskazany u dorosłych chorych na stwardnienie rozsiane z postacią rzutowo-remisyjną.

## Skuteczność
Skuteczność leku została oceniona w kilku randomizowanych badaniach.
W badaniu Kappos i współpracowników oceniających skuteczność leku w porównaniu do placebo, spowodował on obniżenie liczby nowych zmian w mózgu ocenianych za pomocą MRI o 69%.
W trwającym 2 lata badaniu Gold i współpracowników (badanie DEFINE) lek obniżył odsetek nawrotów choroby z 46% (przy stosowaniu placebo) do 27% przy stosowaniu 240 mg dziennie fumaranu dimetylu.
W badaniu Fox i współpracowników (badanie CONFIRM) porównano skuteczność leku w dawce 240 mg dziennie stosowanego 2 razy dziennie, 3 razy dziennie oraz skuteczność placebo. Fumaran dimetylu w mniejszej dawce powodował zmniejszenie częstości nawrotów o 44%, a w większej dawce o 51%. Po 2 latach lek redukował liczbę nowych zmian lub powiększających się zmian w mózgu ocenianych w MRI o 71% w niższej dawce i 73% w wyższej dawce.

## Przeciwwskazania
Przeciwwskazaniem do stosowania leku jest nadwrażliwość na substancję czynną lub pomocniczą.

## Właściwości farmakologiczne
Lek jest podawany doustnie w kapsułkach dojelitowych. Pokarm nie wpływa na wchłanianie leku, jednak zaleca się przyjmowanie leku z posiłkiem. Po wchłonięciu lek jest wiązany z białkami osocza w 27–40%. W znacznym stopniu ulega metabolizmowi i tylko w 0,1% jest wydalany w formie niezmienionej z moczem. Wstępnie jest metabolizowany za pomocą esteraz, a dalszy metabolizm odbywa się w cyklu kwasów trikarboksylowych, bez udziału cytochromu P450. Lek jest wydalany głównie przez drogi oddechowe pod postacią dwutlenku węgla i za pomocą tej drogi jest usuwane 60% leku. Wtórne drogi eliminacji obejmują wydalanie z kałem i moczem. Okres półtrwania leku wynosi 1h.

### Interakcje
Nie oceniono działania leku w połączeniu z lekami przeciwnowotworowymi lub immunosupresyjnymi, dlatego należy zachować ostrożność przy równoczesnym stosowaniu. Połączenie z GKS nie powoduje istotnego wzrostu ryzyka zakażenia. Nie wiadomo czy fumaran dimetylu nie zmniejsza skuteczności niektórych szczepionek. Nie zaleca się podawania żywych szczepionek u chorych leczonych tym lekiem, chyba że ryzyko związane z nieszczepieniem jest wyższe od ryzyka ewentualnych powikłań.
Lek nie ulega interakcjom lekowym w związku z metabolizmem w cytochromie P450, ponieważ nie ulega metabolizmowi przez ten enzym.
Kwas acetylosalicylowy zmniejsza ryzyko wywołania oraz nasilenie zaczerwienienia skóry po podaniu fumaranu dietylu, ale nie zaleca się jego przewlekłego stosowania w leczeniu zaczerwienienia.
Równoczesne stosowaniue leków nefrotoksycznych może zwiększać ryzyko działań niepożądanych ze strony nerek.
Spożywanie dużych ilości rozcieńczonego alkoholu może zwiększać częstość powikłań żołądkowo-jelitowych.

## Specjalne środki ostrożności

### Kontrola morfologii krwi
Fumaran dimetylu może obniżać liczbę limfocytów, dlatego przed rozpoczęciem leczenia jest zalecane wykonanie morfologii krwi, a następnie co 6–12 miesięcy dokonywanie jej kontroli.
Zaleca się nie rozpoczynać leczenia u chorych z ciężkim zakażeniem.

### Kontrola funkcji wątroby i nerek
Zaleca się wykonanie oznaczenia kreatyniny, azotu mocznikowego, badanie ogólne moczu, ALT, AST przed rozpoczęciem leczenia, po 3 i 6 miesiącach od początku leczenia i następnie przeprowadzanie kontroli co 6–12 miesięcy.
Należy zachować ostrożność przy stosowaniu u chorych z ciężkimi zaburzeniami czynności nerek i wątroby oraz ciężką czynną chorobą układu pokarmowego.

### Ciąża, karmienie i płodność
Nie ma danych dotyczących stosowania fumaranu dimetylu w ciąży i lek nie jest zalecany do stosowania u kobiet w ciąży oraz u kobiet w wieku rozrodczym, które nie stosują skutecznej antykoncepcji. Może być stosowany wyłącznie gdy spodziewane korzyści dla matki przewyższają ryzyko dla płodu. Nie wiadomo czy fumaran dimetylu lub jego metabolity są wydzielane z mlekiem matki. Prawdopodobnie fumaran dimetylu zwiększa ryzyko obniżenia płodności.

## Działania niepożądane
Do działań niepożądanych leku należy:
- bardzo często[a]: nagłe zaczerwienienie skóry, biegunka, nudności, ból brzucha, bóle w nadbrzuszu, obecność ciał ketonowych w moczu
- często[b]: zapalenie żołądka i jelit, wymioty, niestrawność, limfopenia, leukopenia, uczucie pieczenia, uderzenia gorąca, świąd, wysypka, rumień, białkomocz, obecność albuminy w moczu, wzrost stężenia aminotransferazy asparaginowej i aminotransferazy alaninowej
- niezbyt często[c]: nadwrażliwość
- rzadko[d]: nie podano w charakterystyce produktu leczniczego

## Dawkowanie
Dawka początkowa wynosi 120 mg dwa razy dziennie, następnie po 7 dniach dawkę należy zwiększyć do 240 mg dwa razy dziennie. Niewydolność nerek i zaburzenia czynności wątroby nie wymagają dostosowania dawki.